# Рачковські (герб)
Рачковські (пол. Raczkowski) – шляхетський герб, рпізновид герба Наленч.

## Опис герба
У червоному полі срібна пов'язка в коло, пов'язана внизу з опущеними кінцями.
Клейнод: два роги оленів.
Герб відрізняється від Наленча відсутністю панни в клейноді.

## Найбільш ранні згадки
Від 1591 року походить згадка про Лука Рачковського.

## Роди
Рачковські (Raczkowski).